# Vladimir van Olomouc
Vladimir van Olomouc (Tsjechisch: Vladimír Olomoucký; circa 1145 – 10 december 1200) was vanaf 1189 hertog van Olomouc, een van de drie hertogdommen van Moravië.

## Levensloop
Hij was de zoon van hertog Otto III van Olomouc en zekere Durancia, wier afkomst onbekend is. Hij bleef ongehuwd.
In 1189 ontving hij het hertogdom Olomouc uit handen van hertog Koenraad II Otto van Bohemen, die ook markgraaf van Moravië was. Samen met zijn broer regeerde hij tot aan zijn dood in 1200 het hertogdom Olomouc, behalve in de periode 1192-1194 toen Moravië bezet werd door hertog Hendrik Břetislav van Bohemen.